# Saint-Sardos, Tarn-et-Garonne
Saint-Sardos là một xã của tỉnh Tarn-et-Garonne, thuộc vùng Occitanie, miền nam nước Pháp.